# Tracy Cameron
Pour les articles homonymes, voir Cameron.
Tracy Cameron (née le 1er février 1975 à Truro (Canada)) est une rameuse canadienne.
Elle a gagné la médaille de bronze olympique en 2008 à Pékin en deux en couple poids léger.

## Palmarès

### Jeux olympiques
- 2008 à Pékin,  Chine
  -  Médaille de bronze en deux de couple poids légers

### Championnats du monde
- 2010 à Hamilton,  Nouvelle-Zélande
  -  Médaille d'or en deux de couple poids légers
- 2005 à Gifu,  Japon
  -  Médaille d'or en quatre de couple poids légers